# Arne Halse
Arne Halse (* 20. Oktober 1887 in Kristiansund; † 3. Juli 1975 in Trondheim) war ein norwegischer Speerwerfer, der in den Jahren vor dem Ersten Weltkrieg erfolgreich war.
Er gewann bei den Olympischen Spielen 1908 eine Silber- und eine Bronzemedaille und nahm auch an den Olympischen Zwischenspielen 1906 und den Olympischen Sommerspielen 1912 teil. Arne Halse startete für Trondhjems IF, später für Brage. 
Die norwegischen Meisterschaften gewann er vier Mal (aufgrund der großen Weiten muss angenommen werden, dass der Speer leichter als 800 Gramm war oder beidarmig geworfen wurde):
| Jahr      | 1905  | 1906  | 1907  | 1909  |
| Weite (m) | 72,57 | 81,63 | 94,32 | 90,86 |

Seinen ersten internationalen Auftritt hatte er bei den Olympischen Zwischenspielen 1906 in Athen, wo er im freien Stil auf Platz 7 kam. Zwei Jahre später in London konnte er zwei Medaillen gewinnen: Silber im griechischen Stil, Bronze im freien Stil. Auch 1912 in Stockholm beteiligte er sich an zwei Speerwurf-Wettkämpfen. Im einarmigen Werfen kam er auf Platz 7, im beidarmigen Werfen auf Platz 5.

## Olympiateilnahmen
- Olympische Zwischenspiele 1906 in Athen:
  - Siebter mit 43,60 m (Siegesweite des Schweden Erik Lemming: 53,90 m)
- IV. Olympische Sommerspiele 1908 in London:
  - SILBER im griechischen Stil mit 50,57 m und
  - BRONZE im freien Stil mit 49,73 m (Der in beiden Disziplinen siegreiche Erik Lemming warf 54,83 m bzw. 54,45 m)
- V. Olympische Sommerspiele 1912 in Stockholm:
  - Siebter im einarmigen Werfen mit 51,98 m (Siegesweite des Schweden Erik Lemming: 60,64 m) und
  - Fünfter im beidarmigen Werfen mit 96,92 m (Siegesweite des Finnen Julius Saaristo: 109,42 m)